# Ariel Henry
Ariel Henry (Haití, 6 de novembre de 1949) és un polític i neurocirurgià haitià que actua com a primer ministre en funcions d'Haití i president en funcions d'Haití des del 20 de juliol de 2021. Henryes va veure involucrat en una polèmica per la seva negativa a cooperar amb les autoritats pels seus vincles amb Joseph Felix Badio, un dels sospitosos acusats d'orquestrar l'assassinat del president Jovenel Moïse el 7 de juliol de 2021. Els agents que van investigar el cas sospitaven que Henry estava implicat en la planificació de l'assassinat.